# Rue Henri-de-Gorsse
La rue Henri-de-Gorsse (en occitan : carrièra Enric de Gorsse) est une voie de Toulouse, chef-lieu de la région Occitanie, dans le Midi de la France.
La rue, à l'ombre des arbres du square Pierre-de-Gorsse qui bordent le côté nord de l'église de la Dalbade, conserve des maisons anciennes, comme celle du notaire Jean Dumas. Malgré les destructions du milieu du XXe siècle, qui ont provoqué la démolition de toutes les maisons du côté sud, la rue a conservé un aspect ancien, et elle justifient son inclusion dans le site patrimonial remarquable qui couvre le centre-ville de Toulouse.

## Situation et accès

### Description
La rue Henri-de-Gorsse est une voie publique. Elle se trouve au cœur du quartier des Carmes, dans le secteur 1 - Centre.
Cette rue, dans le prolongement de la rue du Pont-de-Tounis, naît perpendiculairement à la rue des Couteliers et à la rue de la Dalbade. Elle s'oriente vers le nord-est jusqu'au croisement de la rue des Paradoux, à laquelle elle donne naissance, puis oblique au sud-est et se termine au croisement de la rue des Polinaires et de la rue Saint-Rémésy. Elle est ensuite prolongée vers l'est par la rue des Polinaires, puis par la place des Carmes et la rue du Canard jusqu'à la place Mage. Cette rue, qui n'était autrefois pas plus large que 8 mètres, s'est trouvée considérablement élargie à la suite de la destruction de toutes les maisons qui bordaient l'église de la Dalbade le long du côté nord et du chevet, à l'est. Elles ont été remplacées par un square, qui porte le nom du neveu d'Henri de Gorsse, l'avocat et historien Pierre de Gorsse. Les maisons du côté nord suivent, en revanche, le tracé ancien de la rue.
La chaussée compte une seule voie de circulation automobile en sens unique, des Polinaires vers la rue de la Dalbade. Elle est définie comme une zone de rencontre et la vitesse y est limitée à 20 km/h. Il n'existe pas de bande, ni de piste cyclable, quoiqu'elle soit à double-sens cyclable.

### Voies rencontrées
La rue Henri-de-Gorsse rencontre les voies suivantes, dans l'ordre des numéros croissants (« g » indique que la rue se situe à gauche, « d » à droite) :
1. Rue des Couteliers (g)
2. Rue de la Dalbade (d)
3. Rue des Paradoux (g)
4. Rue des Polinaires (g)
5. Rue Saint-Rémésy (d)

### Transports
La rue Henri-de-Gorsse n'est pas directement desservie par les transports en commun Tisséo. Elle débouche cependant à l'ouest sur la rue de la Dalbade, parcourue par la navette Ville. Plus loin sur la place Étienne-Esquirol, se trouve la station du même nom, sur la ligne de métro , ainsi que les arrêts de la ligne de bus 44. À l'est, la place des Carmes abrite quant à elle la station du même nom, sur la ligne de métro , ainsi qu'un arrêt de la navette Ville. 
Il existe une station de vélos en libre-service VélôToulouse : la station no 26 (9 rue Henri-de-Gorsse).

## Odonymie

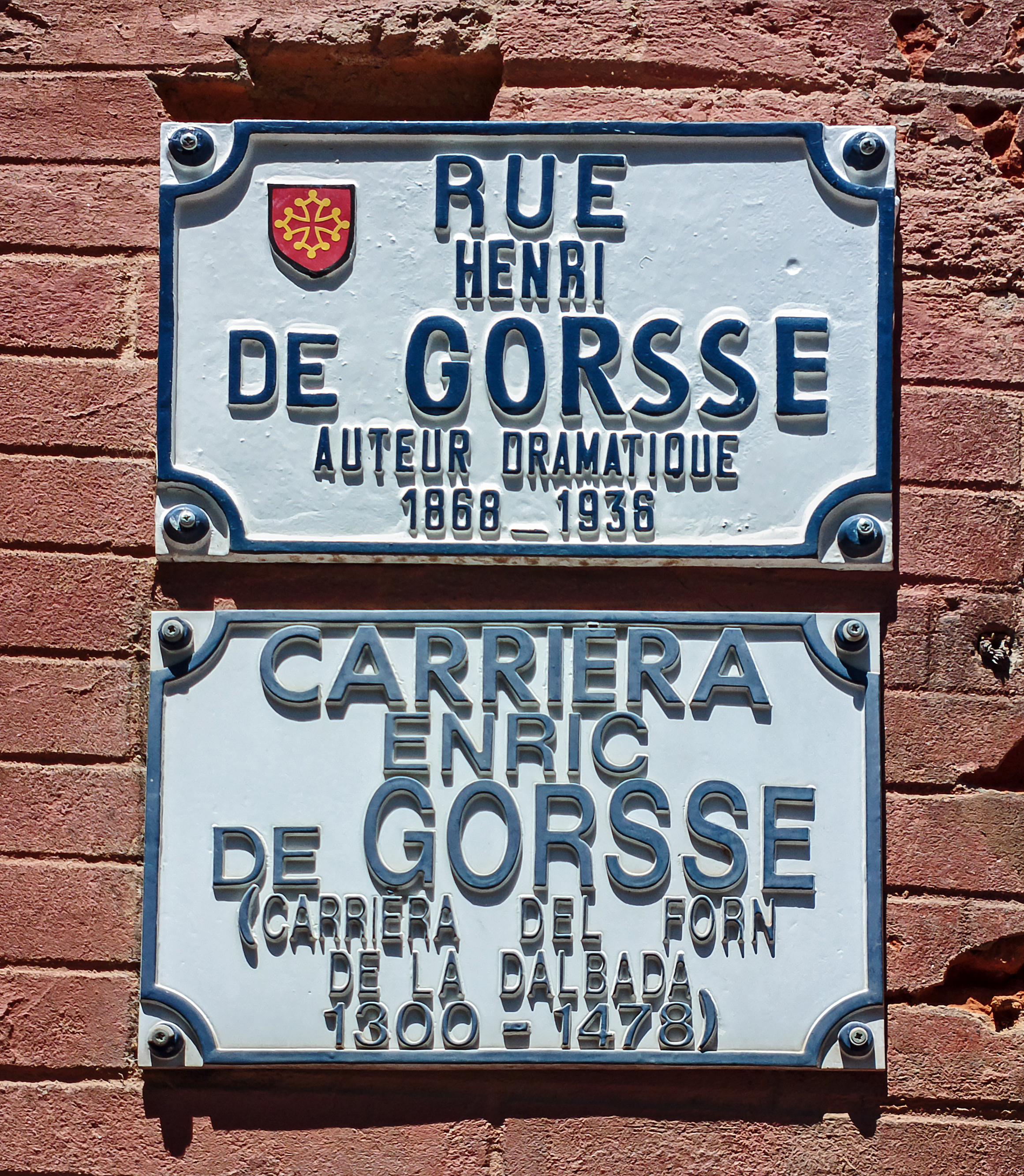
Plaques de rue en français et en occitan.

Depuis 1937, la rue tient son nom d'un dramaturge luchonnais, ami d'Edmond Rostand, Henri de Gorsse (1868-1936), auteur de nombreuses pièces de théâtre qui eurent un grand succès dans la première moitié du XXe siècle. Elle résulte de la réunion de deux rues médiévales qui portèrent des noms différents.
Au XIVe siècle, la rue portait, dans sa première partie, entre la rue de la Dalbade et la rue des Paradoux, le nom de rue du Four-de-la-Dalbade ou du Four-des-Paradoux, parce qu'il y avait, contre la tour de l'église de la Dalbade, un four dépendant des prêtres de la Dalbade. Au XVIIIe siècle, elle prit le nom de rue du Cimetière-de-la-Dalbade, à cause de la proximité de ce cimetière, contre le mur nord de l'église. En 1794, pendant la Révolution française, la rue prit quelque temps le nom de rue de la Nature. Elle devint la petite-rue de la Dalbade après la fermeture du cimetière, au début du XIXe siècle. La seconde partie de la rue, entre la rue des Paradoux et la rue Saint-Rémésy, était autrefois une partie de la rue des Polinaires et porta ce nom dès le XIVe siècle.

## Histoire

### Moyen âge et période moderne
Au Moyen Âge, la rue Henri-de-Gorsse appartient au capitoulat de la Dalbade. On trouve dans cette rue de nombreux marchands et artisans, principalement des batteurs d'or, qui fabriquaient les feuilles d’or dont se servaient ensuite les orfèvres. Ils achetaient ce métal aux orpailleurs qui travaillaient sur les bords de la Garonne et de l'Ariège. Cette rue étroite est dominée par l'église Notre-Dame de la Dalbade, qu'elle longe du côté nord. Depuis le début du XIVe siècle, les prêtres qui desservent l'église y possèdent un four public. Ils y font également aménager un cimetière pour les habitants du quartier, à l'angle de la rue de la Dalbade. En 1395, une petite chapelle est construite sur le terrain du cimetière, sous le nom de Saint-Blaise, qui sert aux assemblées générales de la paroisse.
Les incendies du 27 février 1441 et du 7 mai 1463 détruisent successivement une grande partie des maisons du quartier. Les élites locales en profitent pour réunir de vastes emprises foncières, afin de faire bâtir leurs hôtels particuliers. Ainsi, le marchand Pierre Robiane, capitoul en 1463, possède un hôtel à l'angle de la rue des Paradoux (actuel no 5) à la fin du XVe siècle. Les hommes de loi et les conseillers au parlement de Toulouse sont plus nombreux à habiter dans la rue aux siècles suivants. C'est d'ailleurs au XVIIe siècle et au XVIIIe siècle que la plupart des maisons reçoivent de nouvelles façades.
En 1619, les Oratoriens sont appelés pour le service de l'église de la Dalbade. Au cours du XVIIe siècle, ils acquièrent un vaste patrimoine et rachètent plusieurs maisons de la rue de la Dalbade l'hôtel Bruni (actuel no 37). En 1631, ils prennent possession de la maison à l'angle de la rue des Couteliers (actuel no 1), et la mettent en location afin d'en percevoir les loyers.
En 1780, le cimetière de la Dalbade est désaffecté.

### Époque contemporaine

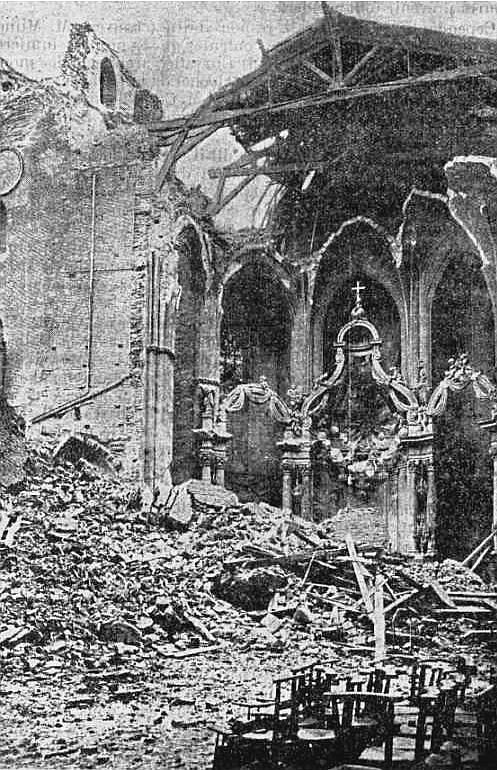
L'église Notre-Dame-de-la-Dalbade à la suite de l'effondrement du clocher le 11 avril 1926.

Jusqu'au début du XXe siècle, le visage de la rue ne connaît pas de transformation notable. Dans la nuit du 11 au 12 avril 1926, le clocher de l'église de la Dalbade s'écroule brutalement. 
La rue reçoit le nom du dramaturge Henri de Gorsse au milieu du XXe siècle, tandis que des travaux bouleversent profondément son aspect, par le dégagement de l'église de la Dalbade qui aboutit à la destruction de toutes les maisons qui bordent l'église du côté nord. Un square est aménagé à l'emplacement de ces maisons : il porte le nom du neveu d'Henri de Gorsse, l'avocat et historien Pierre de Gorsse.

## Patrimoine et lieux d'intérêt

### Église Notre-Dame-de-la-Dalbade
Classé MH (1889, façade) et  Classé MH (1925, église). 
L'église Notre-Dame de la Dalbade est construite aux XVe et XVIe siècles dans le style gothique méridional. Elle s'élève à l'emplacement d'une chapelle qui aurait été fondé par l'évêque Germier, et dont les origines remonteraient au milieu du VIe siècle, et qui se situait à l'emplacement du chœur de l'église actuelle. Une modeste église est construite entre 1164 et 1220, dans le style roman, mais elle est en grande partie détruite par un incendie en 1442. Elle est en grande partie reconstruite entre le milieu du XVe siècle et le début du XVIe siècle, prenant son aspect actuel.
Les travaux de construction du clocher, qui s'élève contre le flanc nord de l'église, commencent en 1510, mais ils ne sont achevés qu'un siècle plus tard, lorsqu'il est surmonté d'une flèche, la plus haute de la ville. Pendant la Révolution française, la flèche du clocher est démolie. Elle est finalement reconstruite par les architectes Henry Bach et Joseph Thillet entre 1881 et 1882. Mais le clocher s'écroule dans la nuit du 11 avril 1926, endommageant une partie de l'église. En 1935, la construction d'un nouveau clocher débute à quelques mètres de l'emplacement initial mais le chantier est finalement arrêté. 
La chapelle du Crucifix, à l'angle de la rue de la Dalbade est édifiée en 1542. Elle abritait un crucifix miraculeux, qui avait été placé en 1525 dans un petit édicule, érigé sur la place du Salin, face au parlement de Toulouse. Vers 1530, lorsque la place du Salin fut agrandie, par ordre des capitouls, le crucifix fut transporté dans un nouvel oratoire, face à l'église de la Dalbade, puis dans la chapelle actuelle, construite sur une partie du cimetière paroissial. En 1957, la chapelle est détruite par les services de la mairie, pour être finalement reconstruite en 1964.

### Immeubles et maisons

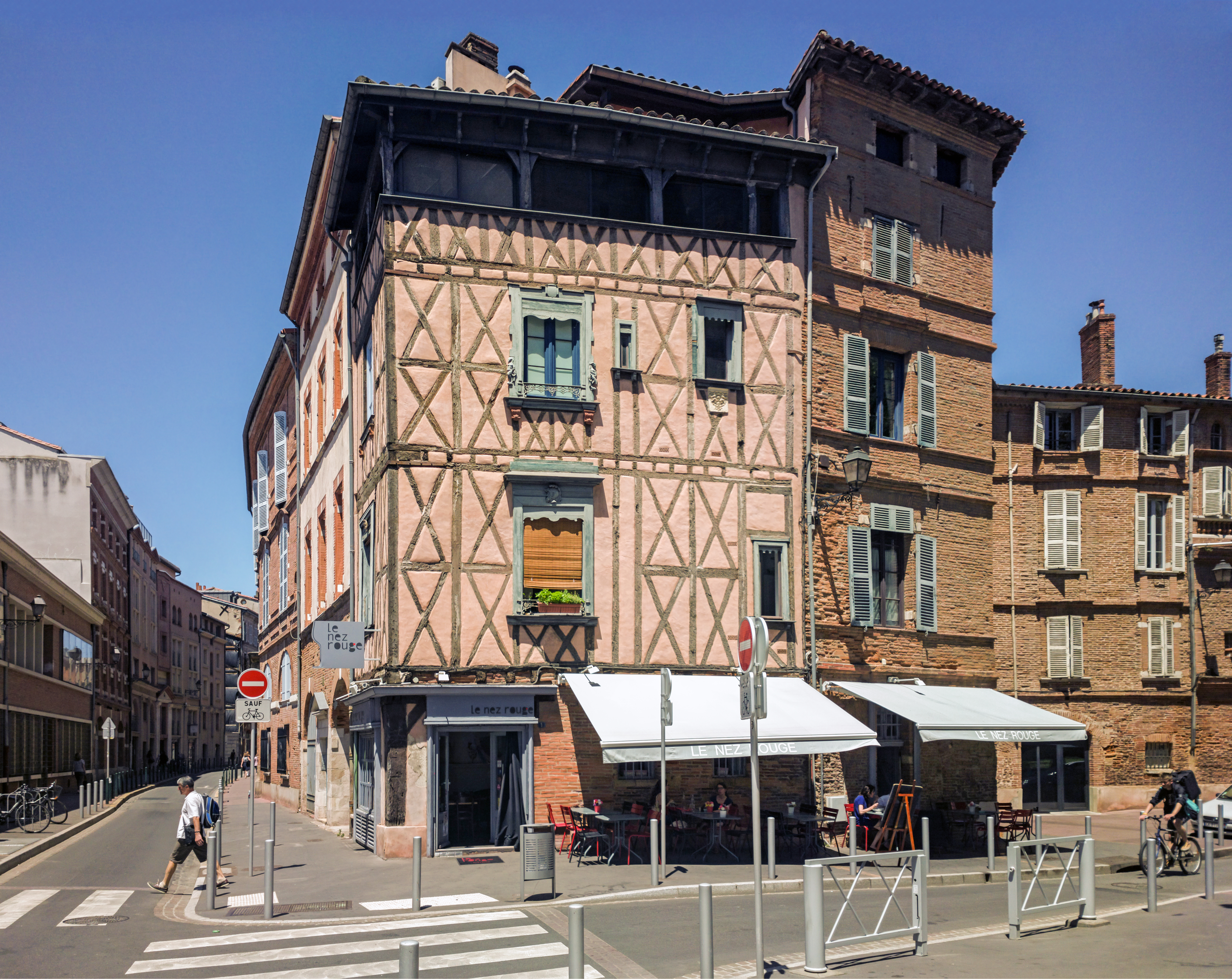
no 1 : maison du notaire Jean Dumas.

- no  1 : maison du notaire Jean Dumas. 
Cette maison en corondage est construite au début du XVIe siècle pour le notaire Jean Dumas. Le rez-de-chaussée est maçonné en brique, tandis que les trois étages sont en pan de bois à croix de Saint-André, hourdé de brique. Au 1er étage, la fenêtre de gauche est surmontée d'un linteau sculpté d'un chevalier barbu portant un casque très ouvragé. Au 2e étage, la fenêtre de gauche possède également un encadrement sculpté de deux petits faunes à têtes de bouc. Le dernier étage de comble ouvert est rythmé par les poteaux qui soutiennent l'avant-toit. La maison a été rénovée en 1981.

- no  7 : immeuble Nicolas et hôtel de Bernard. 
De l'immeuble élevé dans la première moitié du XVIIe siècle pour l'avocat Dominique de Nicolas subsistent l'élévation latérale gauche et l'élévation sur cour où se trouve un escalier à balustre en bois. Le corps de bâtiment central, avec son large fronton et ses belles ferronneries, est reconstruit après 1758 pour l'avocat Antoine Bernard[17].

- no  9 : logis du Trésorier Mondran. 
L'immeuble, de style classique, est reconstruit après 1658 pour le trésorier général Jacques-François de Mondran[18]. Sur la rue, le bâtiment présente cinq travées et des arcades de boutique sont présentes au rez-de-chaussée. L'élévation est surmontée d'une corniche à denticules. En arrière du bâtiment, une galerie à arcades fait le tour de la cour. La porte de cette cour, en plein cintre, est encadrée par deux pilastres et surmontée d'une agrafe avec le monogramme du Christ. L'ensemble est repris au XVIIIe siècle, modifiant la porte cochère, alors que des mascarons sculptés sont ajoutés aux arcades de la cour[19].

### Square Pierre-de-Gorsse

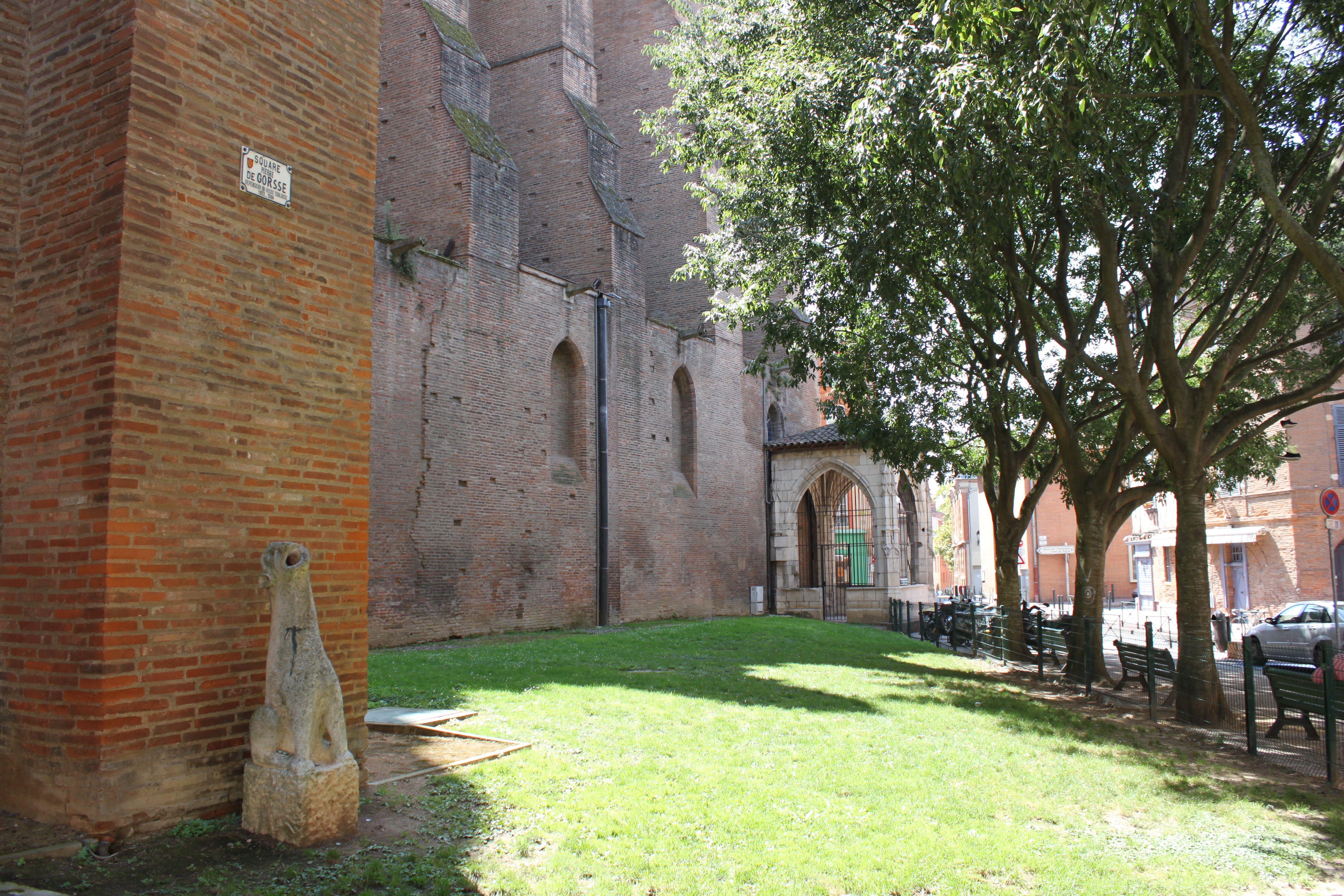
Le square Henri-de-Gorsse au pied de l'église Notre-Dame-de-la-Dalbade.

Le square Pierre-de-Gorsse est aménagé au début du XXe siècle. Il occupe en partie l'emplacement de plusieurs maisons (anciens no 2 et 4).